# Lili (película de 1953)
Lili es una película de drama y romance estadounidense de 1953, dirigida por Charles Walters. Fue protagonizada por Leslie Caron, quien interpeta a una joven francesa huérfana de dieciséis años que siente nuevas ganas de vivir cuando actúa en un show de títeres y se enamora de un mago.
La película fue estrenada por MGM y participó en el Festival de Cannes. La interpretación de Caron le valió una nominación en los Premoos Oscar a Mejor Actriz y finalmente la película ganó en la categoría de Mejor Banda Sonora.

## Sinopsis
Lili, una ingenua campesina, llega a una ciudad de provincias con la esperanza de localizar a un viejo amigo de su difunto padre, pero descubre que ha muerto. Un comerciante local le ofrece empleo y luego intenta aprovecharse de ella. Ella es rescatada por un mago de carnaval apuesto, suave y mujeriego, Marc, cuyo nombre artístico es Marco el Magnífico. Lili se enamora de él y lo sigue al carnaval, donde al enterarse de que tiene 16 años, él la ayuda a conseguir un trabajo como camarera. Lili es despedida en su primera noche cuando pasa su tiempo viendo el acto de magia en lugar de servir mesas. Cuando Lili le pide consejo al mago, él le dice que regrese al lugar de donde vino. Sin hogar y con el corazón roto, contempla el suicidio, sin saber que está siendo observada por el titiritero del carnaval, Paul.

## Reparto
- Leslie Caron – Lili Daurier
- Mel Ferrer – Paul Berthalet
- Jean-Pierre Aumont – Marc
- Zsa Zsa Gabor – Rosalie
- Kurt Kasznar – Jacquot
- Amanda Blake – Peach Lips
- Alex Gerry – Proprietor
- Ralph Dumke – Mr. Corvier
- Wilton Graff – Mr. Tonit
- George Baxter – Mr. Enrique

## Recepción
El New York Times la incluyó en su Guía de 2004 de las 1.000 mejores películas jamás realizadas.